# Трагікомедія
Трагікомедія — вид драматичних творів, які мають ознаку як трагедії, так і комедії.
Трагікомічне світобачення, що лежить в основі трагікомедії, пов'язане з відчуттям відносності чинних критеріїв життя, абсурдності буття, відмовою від моральних абсолютів, непевності в духовних цінностях.
Трагікомедія характеризується насамперед тим, що водночас трагічно і комічно вияскравлює одні й ті самі явища, при цьому трагічне і комічне взаємно посилюються, а співчуття автора до одного персонажа суперечить співчуттю до іншого.
У давній українській літературі відома трагікомедія Феофана Прокоповича «Володимир». Також прикладом може слугувати «Мартин Боруля» Івана Карпенка-Карого.